# ジョナサン・ノット
ジョナサン・ノット（Jonathan Nott, 1962年12月25日 - ）は、イギリスの指揮者。

## 人物・来歴
イングランド中部のウェスト・ミッドランズ州ソリフルの生まれ。当初ケンブリッジ大学で音楽学を専攻したのち、マンチェスター（ロイヤル・ノーザン音楽大学）で声楽とフルートを学ぶ。後に指揮に転向し、ロンドンに学ぶ。フランクフルト歌劇場などでカペルマイスター、2000年から2016年までバンベルク交響楽団の首席指揮者を務める 。ベルリン・フィルハーモニー管弦楽団など欧州の主要オーケストラに客演している。幅広いレパートリーを持ち、現代音楽にも強みを発揮する。
バンベルク交響楽団とはたびたび来日しており、2009年にはブラームス・チクルスを展開した。また、NHK交響楽団とたびたび共演している。
2014年9月、東京交響楽団第3代音楽監督に就任。2017年1月、スイス・ロマンド管弦楽団音楽監督に就任。